# Sholicola albiventris
El alicorto ventriblanco (Sholicola albiventris) es una especie de ave paseriforme de la familia Muscicapidae endémica de los montes del sur de la India. Anteriormente fue considerado una subespecie del alicorto flanquirrufo, hasta que se restauró su rango de especie separada en 2005. En 2017 ambas especies fueron clasificadas en un nuevo género, Sholicola. Su hábitat natural es el suelo y el sotobosque de los bosques tipo shola de los valles entre herbazales de montaña, lo que restringe su área de distribución.

## Descripción

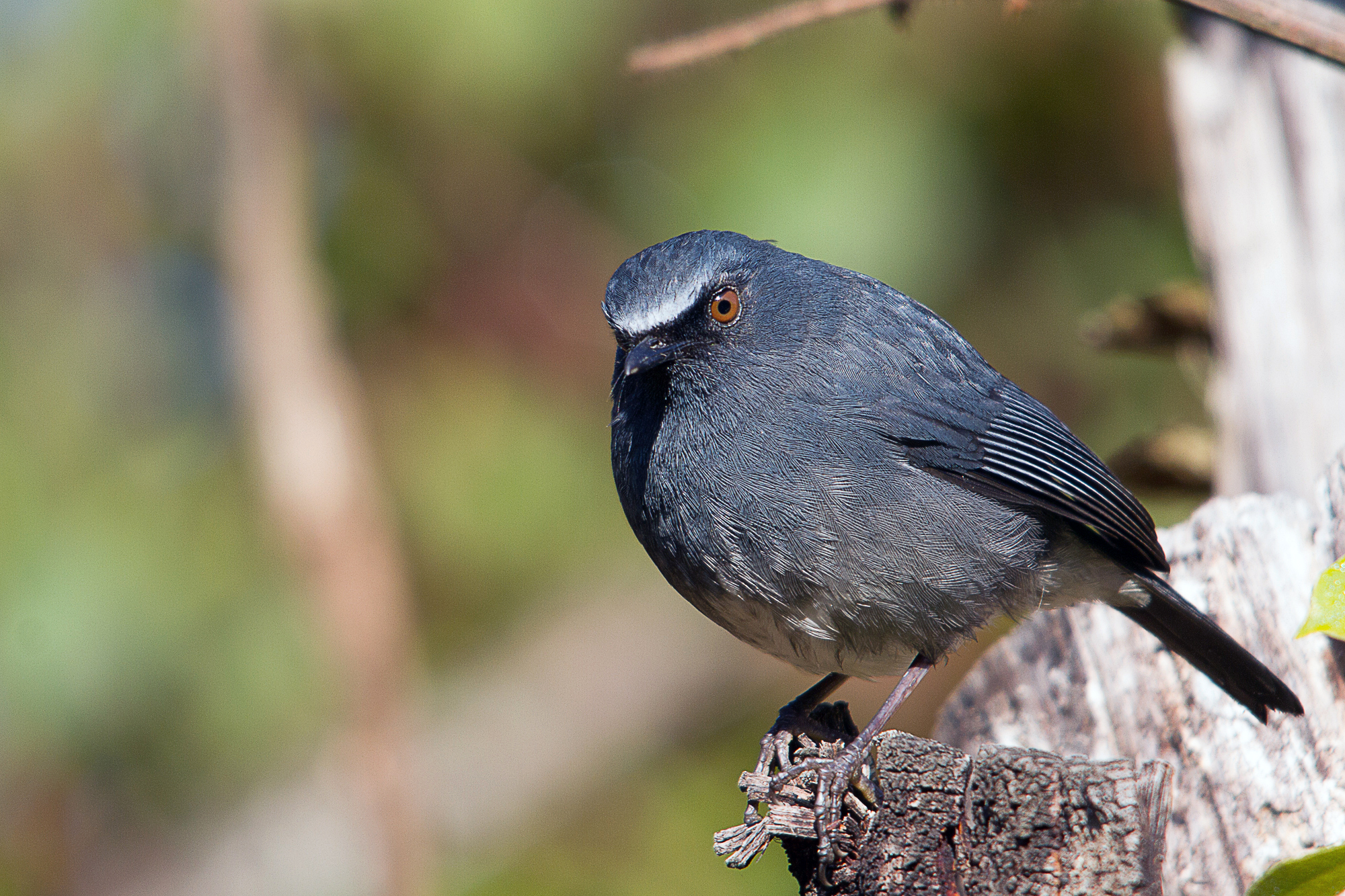
En parque nacional de Pambadum Shola, Munnar.

Son pájaros rechonchos de patas largas, y cola y alas cortas. El alicorto ventriblanco presenta el lorum negro en contraste con la frente blanque que se prolonga en dos listas superciliares cortas y difusas. El plumaje de sus partes superiores, resto de la cabeza y pecho es de color azul oscuro que se va trasformando hacia el gris oscuro en los flancos. El centro de su vientre y zona subcaudal son blancos. Aunque el plumaje es idéntico entre machos y hembras, los machos tienen las alas ligeramente más largas y tienen los tarsos más largos. La hembras además pueden diferenciarse de los machos por el color del iris.
Aunque ambas especies del género Sholicola comparten forma y comportamiento, y ambas muestran un ligero dimorfismo sexual, difieren en el color del plumaje de su vientre y rostro. Además difieren en el color del iris de las hembras.
Se parecen bastante a los machos del papamoscas ventriblanco (Cyornis pallipes), con el que coinciden, pero pueden distinguirse, además de por su comportamiento, por sus patas más largas, su coloración más grisácea y menor extensión del blanco de su vientre.

## Taxonomía

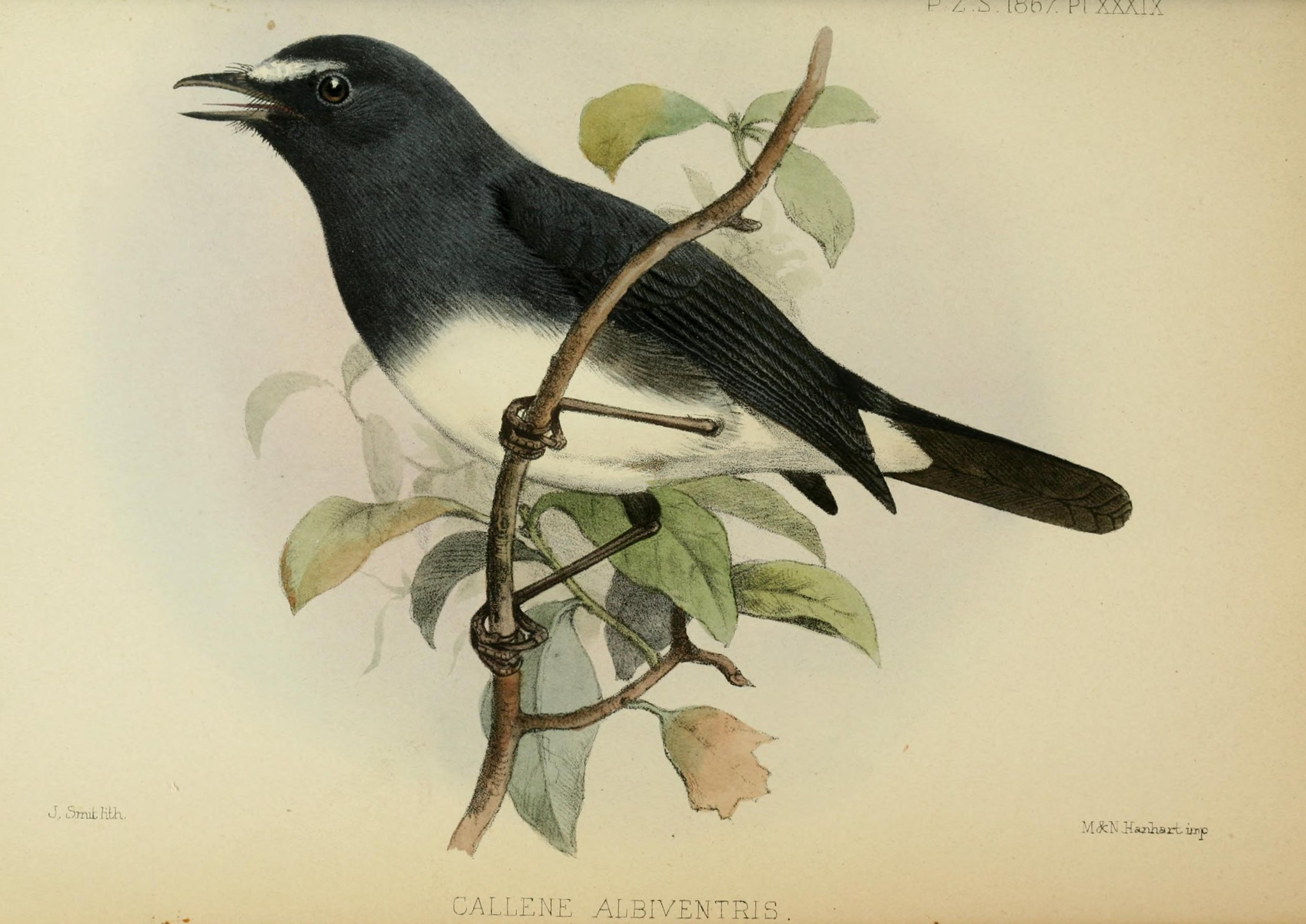
Ilustración de Joseph Smit (1867).

El alicorto ventriblanco fue descrito científicamente en 1867, por William Thomas Blanford, como una nueva especie,Callene albiventris, a partir de ejemplares obtenidos por S. Fairbank en las montañas Palni. Blanford se dio cuenta de las similitudes con el alicorto flanquirrufo de las montañas Nilgiri, aunque también anotó de su aislamiento geográfico y relación con las especies del noreste de la India. Eugene Oates en la primera edición de su obra The Fauna of British India (La fauna de la India británica) trasladó la especie al género Brachypteryx, afirmando que era congénere de Brachypteryx montana, anotando que los juveniles eran moteados como en Callene (al igual que en ruiseñor frentiazul). El cambio de género se prolongó en la segunda edición de The Fauna of British India (1924) de E. C. Stuart Baker, pero degradando al alicorto ventriblanco al rango de subespecie del flanquirrufo, basándose en un espécimen recolectado por T. F. Bourdillon en Mynal que se sostenía era intermedia entre ambas formas. Claud Buchanan Ticehurst en 1939 reafirmó el emplazamiento en el género. Este tratamiento como subespecie se mantuvo en las clasificaciones posteriores como la de Salim Ali y Sidney Dillon Ripley, hasta que las dos especies fueron restauradas en 2005 por Pamela C. Rasmussen. En la guía Birds of South Asia (Aves del sur de Asia, 2005), fueron trasladadas provisionalmente al género Myiomela, basándose en similitudes morfológicas y señalando que su emplazamiento en Brachypteryx era errónea. En 2010 los estudios de secuencias de ADN indicaron una divergencia antigua de estas dos poblaciones y confirmaron su rango de especies separadas. Otro estudio filogenético de 2010 indicó que el género Brachypteryx, que se creía perteneciente a la familia Turdidae, pertenecía en realidad a la familia Muscicapidae (aunque la muestra del taxón no incluía a las formas del sur de la India), y cuya especie tipo Brachypteryx montana muestra un fuerte dimorfismo sexual. La posición del género no se determinó hasta 2017 con un estudio con una muestra mayor que incluía a las especies del sur de la India, descubriendo que estas formaban un grupo emparentado con los géneros de Muscicapidae: Eumyias, Cyanoptila, Niltava, Cyornis y Anthipes. Esto condujo a la creación de un nuevo género Sholicola para incluir a los alicortos del sur de la India.

## Distribución y hábitat
La población se encuentra principalmente en las montañas Palni, aunque también se encuentra en cordilleras cercanas al sur de la brecha Palakkad. Esto incluye los montes Nelliampathy, Cardamom, Chemungi y Chimpani. La población de los montes Ashambu algunos la consideran una especie separada Sholicola ashambuensis, pero la mayoría considera una subespecie.
El hábitat natural del alicorto ventriblanco se encuentra en los parches de bosques densos y bajos de los valles, denominados sholas, entre herbazales de gran altitud. La especie se encuentra solo por encima de los 1.200 metros de altitud, en las cordilleras más altas del sur de la India. Estas zonas de bosque tienen un tamaño muy restringido, y por ello la especie está amenazado por la pérdida de hábitat.

## Comportamiento y ecología
Los alicortos ventriblancos habitan en el bosque denso, en la oscuridad de la canopia y el suelo del bosque. Emiten llamadas frecuentemente piando y emitiendo chasquidos ásperos. Se describe el canto del alicorto ventriblanco como más agudo y musical que el del alicorto flanquirrufo.
Su época de cría es variable y se produce entre abril y junio después de las lluvias. Pueden situar su nido en el interior del hueco de un árbol o en un agujero de un talud, en cualquier caso está hecho de musgo y fibras de raíces y situado cerca del suelo. Suelen poner dos huevos de color verde grisáceo con moteado pardo.
La muda de las plumas de su cola se produce a principios de junio.